# Ferradou
Le ferradou N est une variété de raisin de cuve noir. 

## Origine
Ce cépage est issu du croisement intra-spécifique entre le fer servadou N et le merlot N, réalisé en 1969 au domaine de la Grande Ferrade, à l'INRA de Bordeaux. Il a été inscrit au catalogue officiel des variétés de vigne en France en 2010. 

## Caractères ampélographiques
Les grappes, de taille moyenne, sont coniques et plutôt courtes. 

## Aptitudes culturales
C'est un cépage rustique, qui semble peu sensible aux maladies cryptogamiques, sauf vis-à-vis de la pourriture grise en année sensible, à cause de la compacité de ses grappes. En revanche, il est sensible aux maladies du bois : eutypiose, le black-dead-arm et esca. En 2003, il a relativement bien supporté le stress hydrique en culture expérimentale. 
Son port érigé le rend facile à conduire. Sa production est plus régulière que celle du fer servadou N, mais moindre que celle du merlot N.

## Aptitudes œnologiques
La vinification de son raisin donne des vins fins et équilibrés : rondeur, moelleux et fraîcheur. Les arômes sont fruités et peu épicés. En bouche, les tanins sont qualitatifs et la finale de bonne longueur. 